# Strangalia lachrymans
Strangalia lachrymans là một loài bọ cánh cứng trong họ Cerambycidae.